# شوهی ماتسوبارا
شوهی ماتسوبارا (انگلیسی: Shuhei Matsubara؛ زادهٔ ۱۱ اوت ۱۹۹۲) بازیکن فوتبال اهل ژاپن است.